# 唐津インターチェンジ

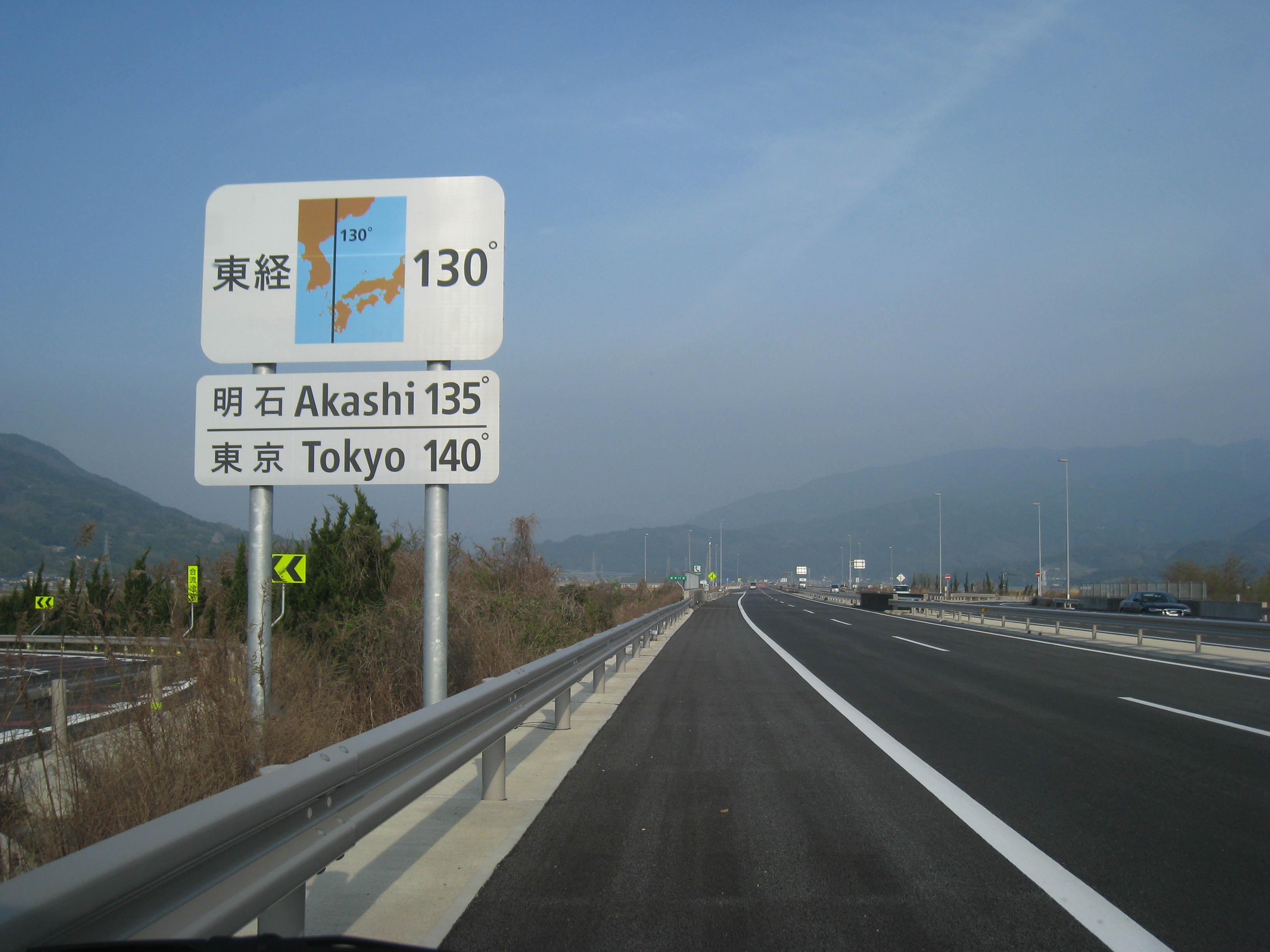
東経130度線の標識

唐津インターチェンジ（からつインターチェンジ）は、佐賀県唐津市にある西九州自動車道（唐津道路・唐津伊万里道路）のインターチェンジである。佐賀唐津道路（唐津相知道路）が接続する計画があるが、2016年時点で同道路は基本計画段階であり、事業化はなされていない。
唐津市の中心部へ向かう場合に便利な他、国道204号経由で呼子方面、国道203号経由で相知方面に向かう事も出来る。
インターチェンジの本線部に、東経130度線が横切っていることを示す標識が設置されている。

## 歴史
- 2005年12月18日 : 浜玉IC - 唐津IC間開通に伴い供用開始
- 2012年3月24日 : 唐津IC - 唐津千々賀山田IC間開通

## 道路
- E35 西九州自動車道（唐津道路・唐津伊万里道路）

## 接続する道路
- 佐賀県道40号浜玉相知線
- 佐賀県道258号半田鬼塚線

## 唐津インター口バスストップ
唐津インター口バスストップ（からつインターぐちバスストップ）は、唐津インターチェンジに併設されたバス停留所である。
福岡市方面への都市間路線1路線および唐津市内線1路線が停車する。バス停留所は出口を出て佐賀県道40号に面したところにある。
建設の目処がつかない佐賀唐津道路用の敷地を使って、2012年からパークアンドバスライドの社会実験が行われている。開始翌年の2013年にはバスの利用者が2倍近くとなるなど年々利用者が増加しており、唐津市も2017年度には近隣地への拡大・施設の設置などを計画している。

### 停車する系統
- 伊万里 - 天神 - 博多バスターミナル（ - 福岡空港） 「いまり号」（昭和自動車）
- 唐津大手口 - 久里 - 山本（昭和自動車） ※一般路線

## 周辺
- 久留米運送唐津店[2]
- 佐川急便唐津営業所
- 虹の松原
- 鏡山
- 唐津競艇場
- 唐津港

## 隣
E35 西九州自動車道（唐津道路・唐津伊万里道路）
浜玉IC - 唐津IC - 唐津千々賀山田IC